# Francesc Ferrer i Guàrdia
Francesc Ferrer i Guàrdia (Alella, 14 de gener de 1859 - Montjuïc (Barcelona), 13 d'octubre de 1909) va ser un important pedagog anarquista i lliurepensador català. Va crear l'Escola Moderna (1901-1906) que va significar una posada en pràctica de la seva pedagogia llibertària. També va exposar els seus principis pedagògics escrivint l'obra L'Escola Moderna. Va ser afusellat a Montjuïc després de ser condemnat, sense proves, per un tribunal militar que el va declarar culpable d'haver sigut partidari i principal instigador de la revolta coneguda com a Setmana Tràgica.

## Biografia

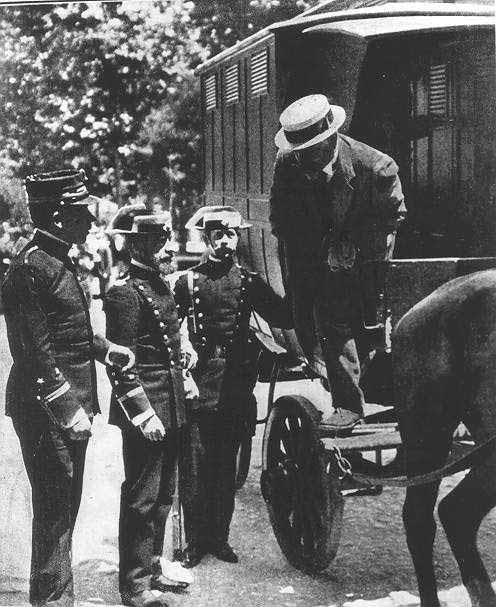
Francesc Ferrer detingut i conduït per la Guàrdia Civil a Montjuïc.

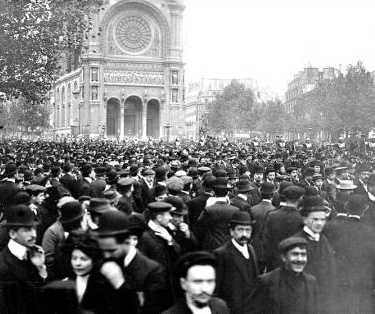
Protesta a París per l'execució de Ferrer i Guàrdia (17 d'octubre de 1909).

Malgrat que diverses fonts apunten erròniament al 10 de gener, segons el registre parroquial Francesc Ferrer i Guàrdia va néixer el 14 de gener de 1859 a Alella (Maresme) a la casa coneguda com Les Hortènsies, situada a l'avinguda Sant Josep de Calassanç, número 25. Fou batejat dos dies després, el 16 de gener, amb els noms de Francesc, Joan i Ramon a l'església de Sant Feliu d'Alella. Els seus pares, Jaume Ferrer i Maria Àngels Guàrdia, eren pagesos benestants, propietaris del Mas Boter (Coma Clara). La família de petits propietaris rurals era molt catòlica i monàrquica. Francesc i el seu germà Josep hi van reaccionar com a anticlericals. Més endavant Francesc va ingressar a la lògia maçònica Veritat de Barcelona.
Quan tenia catorze anys, la seva família el va enviar a treballar al municipi de Sant Martí de Provençals, actualment annexionat a Barcelona, on entrà com a aprenent en un comerç de farines. L'amo del negoci el va inscriure a classes nocturnes i el va iniciar als ideals republicans. Amb aquesta base va continuar una formació autodidàctica. Els anys següents va estudiar a fons la doctrina de Francesc Pi i Margall i les tesis internacionalistes. El 1883 entrà a treballar com a revisor en la línia de ferrocarril Barcelona-Cervera de la Marenda (Rosselló francès) i ho aprofità per exercir d'enllaç amb Ruiz Zorrilla, del Partit Republicà Progressista, del qual es feu militant. El 1886 va donar suport al pronunciament militar del general Villacampa, partidari de Ruiz Zorrilla, la finalitat del qual era proclamar la República. Després que l'intent fracassés, Ferrer i Guàrdia hagué d'exiliar-se a París, on va ser acompanyat per Teresa Sanmartí (Teresina), amb qui va tenir tres fills.
Va subsistir a la capital francesa fent classes d'espanyol mentre feia de secretari sense sou de Ruiz Zorrilla fins al 1901, temps que va aprofitar per concebre els conceptes educatius emancipadors d'inspiració anarquista que després aplicaria a Espanya al seu projecte d'Escola Moderna. Fins a la dècada de 1890 va continuar sent republicà, però a partir de llavors començà un viratge cap a l'anarquisme. El 1892 va participar en el Congrés Universal de Lliurepensament (també conegut com a Congrés Lliurepensador Madrid de 1892) organitzat a Madrid per la Federació Internacional de Lliurepensament, que tenia la seu a Brussel·les.
El 1893 se separà de Teresina, la qual, en desacord per la custòdia de les seves dues filles grans, l'intentà matar el 12 de juny de 1894. Ferrer i Guàrdia no li va posar cap denúncia per aquest crim passional.
Del 1895 al 1898 continuà impartint classes al liceu L'Espagnol Practique. El 1899 es casà amb Leopoldine Bonnard, mestra lliurepensadora, amb la qual va recórrer Europa. Va aprofitar aquest temps per elaborar els conceptes educatius anarquistes que després aplicaria a Espanya en els seus projectes, i va conèixer un grup d'anarquistes i anarcosindicalistes (Jean Grave, Jean Jaurès, Federico Urales o Anselmo Lorenzo), que l'influïren decisivament en el seu pensament.
Una antiga alumna, Ernestina Meunier, el va fer hereu d'una generosa herència d'un milió de francs. Aquests diners van fer possible que portés a terme el seu projecte educatiu a la ciutat de Barcelona, on l'agost de 1901 inaugurà l'Escola Moderna. Aquest projecte pràctic de pedagogia llibertària va comportar-li l'enemistat amb els sectors conservadors i amb l'Església catòlica, que veien en aquestes escoles laiques una amenaça als seus interessos.
A l'Escola Moderna hi treballà, entre d'altres, la pedagoga francesa Clémence Jacquinet, que fou companya sentimental de Ferrer i Guàrdia entre 1901 i 1904. L'Escola Moderna va funcionar intermitentment a Barcelona entre el 1901 i el 1909, període en el qual va ser clausurada diverses vegades per la persecució dels sectors polítics i religiosos més conservadors de la ciutat. Va tenir escolaritzats més d'un centenar de nens d'ambdós sexes, que practicaven així la coeducació, una pràctica inèdita en aquells temps, que es completava amb la publicació d'un butlletí, xerrades, recitals, teatre i la direcció de la Universitat Popular per als adults.
A les seves aules no s'impartien ensenyaments religiosos però sí científics i humanistes, i s'hi fomentava la no-competitivitat, el pensament lliure i individual (és a dir, no condicionat), l'excursionisme al camp i el desenvolupament integral de l'infant. Durant tot el primer terç del segle xx, desenes d'escoles, ateneus llibertaris i universitats populars seguirien els plantejaments ferrerians de l'Escola Moderna. En paral·lel, i com una dimensió més del seu internacionalisme, Ferrer i Guàrdia va tenir contactes amb l'esperantisme. Paul Berthelot va ser deixeble seu.
Gran partidari de la vaga com a arma revolucionària, va editar a càrrec seu el periòdic La Vaga General, fins que el 1906 Mateu Morral, traductor i bibliotecari del seu centre educatiu, va perpetrar l'atemptat frustrat contra Alfons XIII. Com a conseqüència, Ferrer i Guàrdia va ser empresonat diversos mesos acusat de complicitat, al terme dels quals va ser absolt. Va intentar tornar a obrir l'Escola Moderna, però no li va ser possible i l'any següent es va traslladar a França i a Bèlgica, on va fundar la Lliga Internacional per a l'Educació Racional de la Infància, el president honorari de la qual va ser Anatole France. El 1908 edità la revista de la Lliga a Brussel·les L'École Renovée, però posteriorment la traslladà a París, on va reprendre l'activitat de la seva editorial i continuà editant el butlletí de l'Escola Moderna.
Francesc Ferrer i Guàrdia ha sigut i és una de les figures més polèmiques en la història catalana i espanyola de principis del segle xx. El seu afusellament després d'un procés en el qual va ser condemnat sense proves com a cap de la rebel·lió barcelonina de juliol de 1909, la Setmana Tràgica, el va convertir en un màrtir de les esquerres i va desencadenar una intensa campanya de protestes en diversos països, que va demostrar per primera vegada el pes que podia tenir l'opinió pública internacional i va provocar la caiguda del govern d'Antonio Maura.

### El procés judicial
El juny de 1909 torna d'Anglaterra a Catalunya per veure la seva cunyada i la seva neboda, que eren malaltes a Montgat. Estant a Barcelona és detingut pel Sometent. Ferrer i Guàrdia afirma que s'havia de reunir amb uns amics per anar tots junts al congrés universal d'esperanto, que començava al cap de pocs dies a Barcelona. L'acusen, però, d'haver estat l'instigador de la Setmana Tràgica, una violenta revolta anticlerical. Ferrer i Guàrdia, per les poques amistats estratègiques que tenia i per la seva antiga vinculació amb Mateu Morral, va ser declarat culpable per un tribunal militar i a les 9 del matí del 13 d'octubre de 1909 va ser afusellat al fossat de Santa Amàlia, a la presó del castell de Montjuïc. És ben sabut, i ja ho era en el seu moment, que Ferrer i Guàrdia no va tenir cap relació amb els fets i que els tribunals militars el van acusar i condemnar amb proves insuficients i falses. La seva companya, Soledad Villafranca, fou desterrada a Alcanyís.
El procés de Ferrer i Guàrdia va estar ple d'arbitrarietats i irregularitats, que van causar la indefensió de l'acusat. El procés va ser denunciat davant del mateix tribunal amb gran valor pel seu advocat defensor, el capità Francesc Galceran Ferrer. Cap de les declaracions calia i els testimonis sempre parlaven a través de terceres persones que deien haver vist Ferrer dirigint l'incendi d'edificis religiosos, etc. A la instrucció no es va recollir cap testimoni favorable a l'acusat i durant el judici no va poder ser citat cap testimoni de descàrrec (alguns dels familiars i amics de Ferrer havien estat bandejats a Alcanyís), en l'acusació es van incloure fets i accions de vint anys abans, durant l'elaboració del sumari va mancar d'advocat, i quan el va tenir només va disposar de 24 hores per llegir els 600 folis de què constava. D'altra banda, les parts del sumari més desfavorables a Ferrer van ser filtrades als diaris integristes i conservadors (La Vanguardia, El Correo Catalán, El Noticiero Universal, El Universo o el setmanari Cu-Cut!, proper a la Lliga Regionalista) alimentant així la campanya de premsa que havien iniciat l'endemà de la seva detenció, el 31 d'agost, i que continuaria fins i tot després d'haver estat executat. La seva finalitat era intentar demostrar que Ferrer i Guàrdia havia estat el «director» i «inductor» de la rebel·lió de la Setmana Tràgica, per contrarestar també així el moviment internacional de repulsa contra el processament de Ferrer.
Arran del procés i execució de Ferrer i Guàrdia, The Times va dir: «Per negligència o estupidesa, el govern ha confós la llibertat d'instrucció i consciència, el dret innat a raonar i expressar el seu pensament, amb el dret d'oposició, assimilant-lo a una agitació criminal». Anatole France en carta oberta afirmava: «El seu crim és el de ser republicà, socialista, lliurepensador; el seu crim és haver creat l'ensenyament laic a Barcelona, instruït a milers de nens en la moral independent, el seu crim és haver fundat escoles». I William Archer: «Tota la vida activa de Ferrer hauria fet menys mal al catolicisme espanyol que el que li fa en l'actualitat la mera menció del seu nom».
El procés i l'execució de Ferrer i Guàrdia van provocar la caiguda del govern d'Antonio Maura, la qual cosa va conduir al seu torn a un deteriorament del sistema de torns entre els partits en què s'havia basat fins llavors l'estabilitat de la política espanyola. D'aquesta manera Ferrer va adquirir una estatura simbòlica, convertint-se per a uns en una víctima sacrificada per la intolerància clerical i, per a altres, en un exponent de la conspiració revolucionària en què participaven des dels anarquistes fins als liberals, amb la maçoneria movent els fils en secret. Aquest doble mite es va mantenir durant anys fins que, amb la transició demogràfica, el personatge va deixar de ser central en la discussió pública.
Almenys en dues ocasions, el juliol de 1910 i el març-abril de 1911, es va debatre al Congrés dels Diputats de Madrid la petició de revisió del procés a Ferrer i Guàrdia (i la consegüent rehabilitació), recolzada pels diputats republicans i pel diputat socialista Pablo Iglesias, però en ambdues va ser rebutjada gràcies als vots dels dos partits dinàstics, el conservador i el Liberal, i els de la Lliga Regionalista. El que sí que es va aconseguir va ser que el desembre de 1911 el Consell Suprem de Guerra revoqués la part de la sentència que va determinar la confiscació de tots els béns de Ferrer i Guàrdia, en considerar-lo el «responsable civil» dels incendis i els saquejos de la Setmana Tràgica, i per això van ser retornats als seus hereus.
Poc després de la seva mort, el model de Ferrer i Guàrdia de l'Escola Moderna va ser dut a la pràctica arreu del món i va inspirar, fins avui, les pedagogies més avançades i emancipadores. Una de les més importants va ser la Modern School de Nova York, fundada el 1911.

## Pedagogia llibertària
La pedagogia llibertària és un corrent educatiu que vol aconseguir un mètode d'aprenentatge en el qual les persones es desenvolupen lliurement, sense que ningú imposi cap tipus d'autoritat, ja que es considera que aquesta és un impediment per assolir l'objectiu: aconseguir persones lliures, responsables, justes, igualitàries i felices.
El socialisme o l'anarquisme llibertari, difós per primera vegada per Pierre-Joseph Proudhon (1809-1865) i Mikhaïl Bakunin (1814-1876), s'anomena com una crítica alternativa i radical del capitalisme. Estudiar la ideologia política anarquista és entendre que no és una cadena que ha tancat i dirigeix solucions al sistema actual. L'educació per als anarquistes hauria de tenir, sobretot, una suposició anticismàtica i emancipadora, per tant, un biaix revolucionari. Molts teòrics i militants anarquistes al llarg de la història han considerat el paper de l'educació com a eix central per formar aquesta altra societat, sense classes i sense estat, més justa, solidària i fraternal. En aquest sentit, val la pena esmentar també el caràcter antiautoritari proposat per aquesta forma d'educació. El subjecte que passa per aquest procés ha d'emancipar-se completament i sotmetre's, de fet, a una transformació més profunda, convertint-se en un ésser humà «lliure», sense vincles amb el sistema i dotat de l'intel·lectual, físic i sobretot tot, autònom. Al final, la intenció és reforçar que no hi hagi jerarquies i tothom aprengui d'una certa manera, en aquest intercanvi pedagògic. Entenem, per tant, que la qüestió de la transformació social en el procés educatiu és primordial per començar el debat sobre la pedagogia llibertària. Cal reflexionar sobre el paper que té l'educació per promoure la transformació, en primer lloc individualment i en un moment posterior col·lectiu, ja que la concepció anarquista mateixa es converteix en coherent només si aquesta transformació —d'un subjecte oprimit per la societat en un tema llibertari i anarquista— es construeix col·lectivament, per al bé comú, no només per a l'individu.
La pedagogia llibertària és una proposta inacabada, formulada a partir de contribucions teòriques i pràctiques de diversos pensadors anarquistes. És una educació que té com a objectiu l'emancipació de l'home en la societat capitalista i la seva opressió diària, ja sigui en relació amb la classe, el gènere i la raça, o amb altres lluites i lluites socials i polítiques que han impregnat els darrers segles. Tracta d'una acció educativa que cal adaptar a tots els implicats, a la seva realitat històrica, política i social, i emfasitzar el diàleg, l'autoritarisme, l'autonomia individual per tal que el col·lectiu es reforci, i un protagonisme de totes les persones implicades en el procés d'ensenyament-aprenentatge. Des del segle xix, han estat produïdes escoles lliures, pràctiques llibertàries i diferents anàlisis autodidactes. Tot això ha sigut un llarg procés teòric, que s'ha anat modificant al llarg del temps, i que presenta diferències entre els diferents pensadors.
La situació a Catalunya a finals del segle xix era la següent:
- Creixement de la població gràcies a la industrialització.
- Extrema pobresa (sobretot a les zones urbanes, ja que s'instal·lava gent provinent de les zones rurals).
- Greu dèficit d'habitatges a causa d'aquest augment de la població.
- Elevat percentatge d'analfabetisme (en alguns barris de Barcelona era superior al 50%).
- Introducció de noves formes de pensar i organitzar-se.
Francesc Ferrer i Guàrdia va ser uns dels grans exponents teòrics d'aquest corrent educatiu. Davant d'aquesta situació, va crear la seva pròpia Escola Moderna, basant-se en els ideals i les intencions d'aquesta teoria, amb l'objectiu d'aconseguir que els nens i nenes arribin a ser persones instruïdes, verídiques, justes i lliures.
I, a l'Estat espanyol:
- Hi havia un fort sentiment obrer.
- Existien grups d'obrers, pensadors, que creien en un món ideal i utòpic.
- Van sorgir revoltes obreres i la primera vaga general.
La pedagogia llibertària el que pretenia en aquell moment era:
- L'antiautoritarisme, s'empra sovint amb el significat ampliat del rebuig de totes les formes de coerció política, social o econòmica.
- L'educació integral, relacionat amb la dotació a les persones dels coneixements i habilitats bàsiques per desenvolupar-se al llarg de la vida.
- L'autogestió pedagògica.
- L'educació per al compromís moral i polític de transformació social.
Com diu Moraes: «Tot i que estava amagat de les teories pedagògiques i de la història de l'educació, la influència de les propostes llibertàries anarquistes va ser sorprenent en el segle xx. Molts dels seus principis van ser absorbits per grans corrents pedagògics i reformes educatives, com les propostes de Célestin Freinet (1896-1966), la Nova Escola de John Dewey (1859-1952) i la pedagogia de Paulo Freire (1921-1997)» (Moraes, 2009).

## Concepció de l'infant, de l'educació i de l'escola

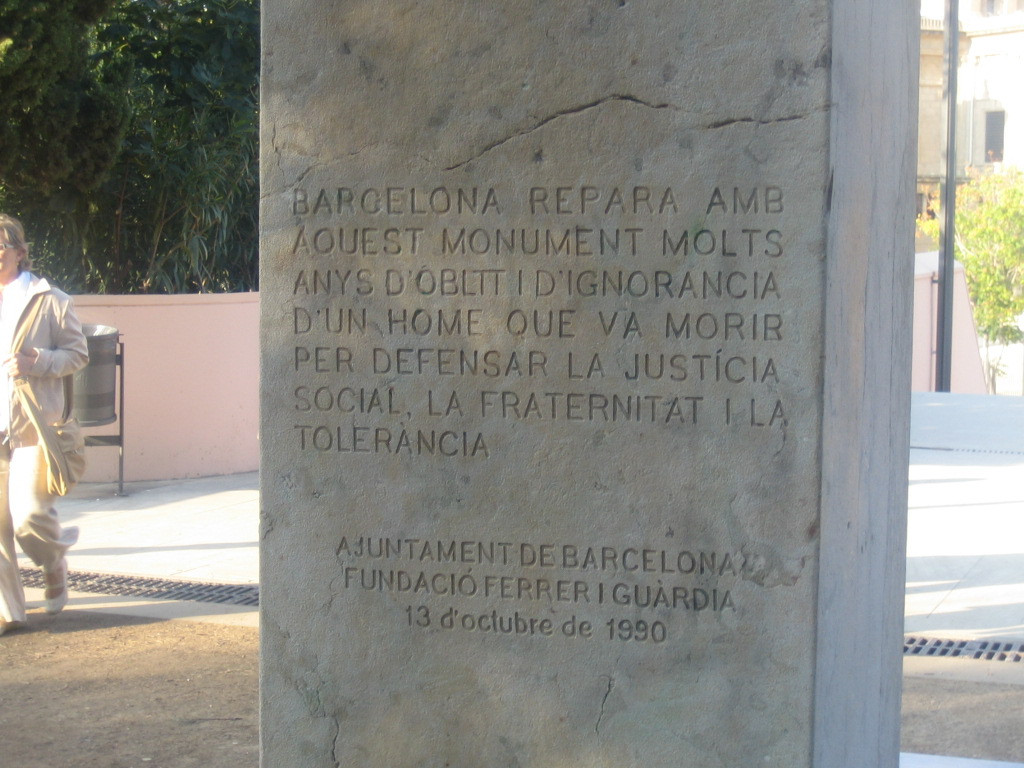
Inscripció honorifica al monòlit per a Francesc Ferrer i Guàrdia, a la muntanya de Montjuïc, per l'ajuntament de Barcelona el 13 d'octubre de 1990 el 81è aniversari de la seva mort.

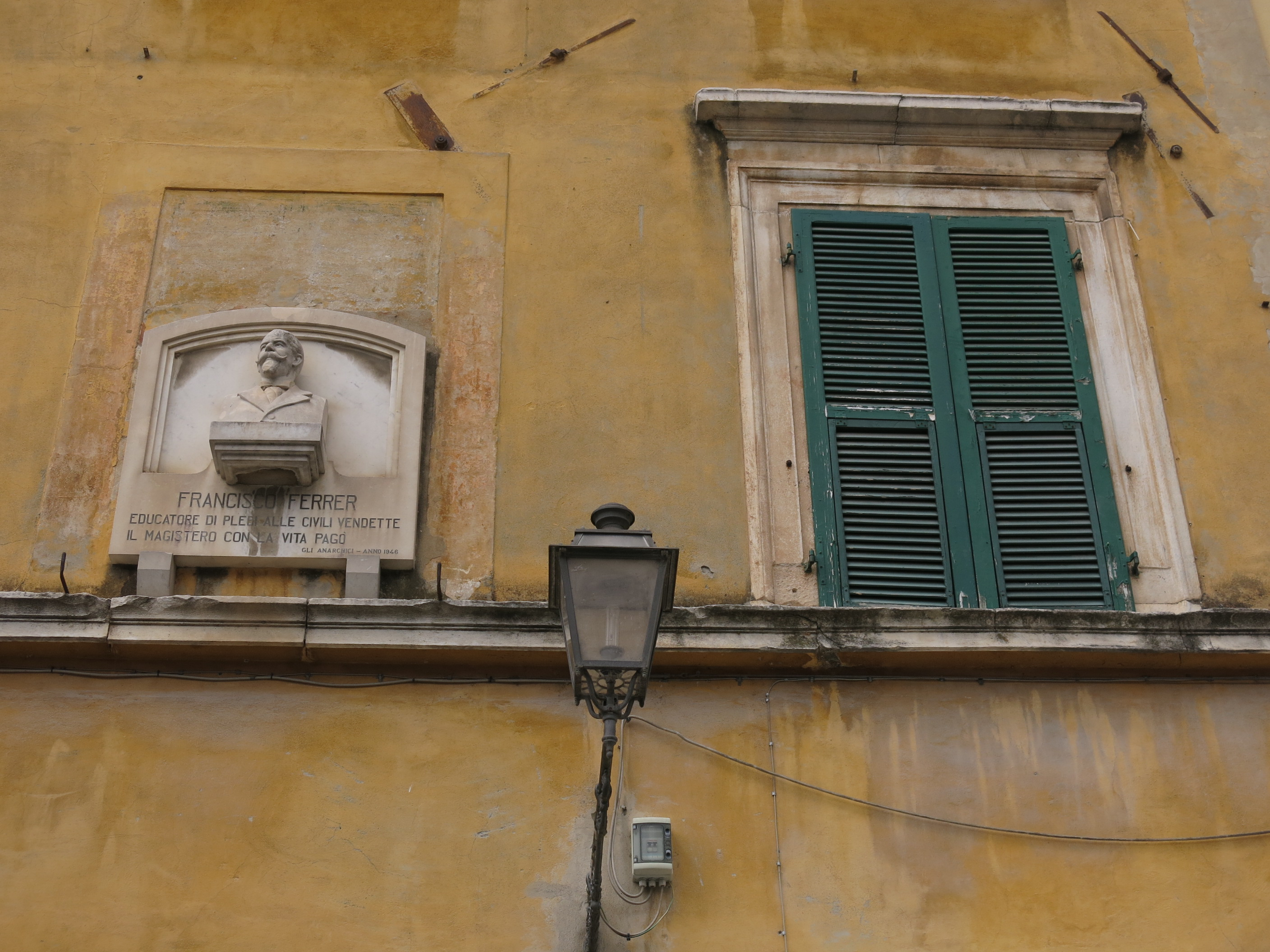
Placa en record de Francesc Ferrer i Guàrdia a la Piazza Alberica de Carrara, dedicada el 1946 pels anarquistes de la ciutat

L'Escola Moderna va ser un moviment de pedagogia llibertària que va tenir lloc durant la primera meitat del segle xx, i que va adoptar la filosofia d'ensenyament de Francesc Ferrer i Guàrdia. Aquest projecte era dirigit específicament a les classes socials més baixes perquè tinguessin accés a una educació científica, democràtica i de qualitat, desenvolupant així les seves habilitats en una societat on l'educació estava limitada a les classes superiors i contribuint al desenvolupament educatiu per millorar les condicions socials. Per a donar impuls a aquest moviment reformador, va ser creada el 1906 la Lliga Internacional per a la Instrucció Racional de la Infància, els principis estatutaris de la qual establien que:
- L'educació de la infància ha de fonamentar-se sobre una base científica i racional; en conseqüència, cal separar d'ella tota noció mística o sobrenatural.
- La instrucció és part d'aquesta educació. La instrucció ha de comprendre també, al costat de la formació de la intel·ligència, el desenvolupament del caràcter, la cultura de la voluntat, la preparació d'un ésser moral i físic ben equilibrat, les facultats del qual estiguin associades i elevades a la seva màxima potència.
- L'educació moral, molt menys teòrica que pràctica, ha de resultar principalment de l'exemple i en donar-se suport sobre la gran llei natural de la solidaritat.
- És necessari, sobretot en l'ensenyament de la primera infància, que els programes i els mètodes estiguin adaptats el màxim possible a la psicologia del nen, cosa que gairebé no succeeix enlloc, ni en l'ensenyament públic ni en el privat.

Així doncs, els principis de Ferrer i Guàrdia defensaven la formació d'homes i dones aptes per a evolucionar sense parar, capaços de renovar els mitjans socials i renovar-se personalment. Apuntava a l'alliberació de l'individu per sobre de si mateix i de la societat. Una educació integral que inclou només el pensament, la sexualitat i els sentiments, així com el desenvolupament de la personalitat infantil.
L'escola moderna pretenia construir una ruptura de paradigmes educatius en aquell període, liderant un nou sistema pedagògic, intentant trencar els prejudicis racials, de classe, de color i de gènere que prevalien en diversos sistemes educatius en aquell moment, quan la majoria eren subordinats a l'Església catòlica. Els supòsits pedagògics que l'escola moderna proposava com a fonamentals en les seves accions quotidianes en l'entorn educatiu consistien no només en una instrucció integral, sinó també en un racionalisme com a pràctica a l'escola. A través d'explicacions racionals, s'ha pogut extreure valors que la societat portava i encara porta avui en dia, especialment la creença que la justícia i la desigualtat són «normals i no corregibles».
A més, va ser amb el pedagog català el fet de poder tenir la idea en la pràctica d'una educació menys vertical, d'un professor que transmetia coneixements i de l'estudiant passiu en el procés d'aprenentatge. La relació en l'espai educatiu va ser la construcció i el reforç de la dialèctica, l'intercanvi de coneixements tot el temps. El treball de Ferrer i Guàrdia no era només amb els seus alumnes en un espai restringit de l'escola. Es van dur a terme altres activitats amb altres educadors que van aplicar el mètode llibertari i van assistir el català a l'escola moderna.
Per ser anticlerical, per fomentar la solidaritat i l'educació lliure d'autoritat coercitiva, els anarquistes van ser grans adeptes a aquest moviment. Els sindicats i associacions obreres en els quals tenien influència van contribuir activament a fundar moltes Escoles Modernes i cursos per a adults basats en aquesta filosofia.
L'informe Equalitity of Educational Opportunity (EEO) de James S. Coleman el 1966, va assenyalar l'escàs efecte de l'escola en la igualtat educativa, marcant el context socioeconòmic i les diferències ètniques com a elements claus per a l'aprenentatge. Aquests supòsits inspirar dècades d'investigació sobre el paper de l'escola en el rendiment acadèmic, generant un discurs reproduccionista que negava la possibilitat de major igualtat.

### Impacte internacional
El pedagog català Francesc Ferrer i Guàrdia (1859-1909) va buscar influències teòriques i pràctiques de principis basats en l'educació integral, propers als ideals de Proudhon i Bakunin, i va desenvolupar un model llibertari d'educació a la ciutat espanyola., però després de la seva mort, va avançar a altres parts d'Espanya, després d'Europa i fins i tot d'Amèrica Llatina, on vam tenir escoles basades en el model d'escola moderna.
El reconeixement de les idees pedagògiques de Ferrer i Guàrdia va traspassar fronteres. Als Estats Units d'Amèrica hi va haver escoles inspirades en Ferrer i Guàrdia entre 1911 i 1959. La primera Escola Moderna o «Ferrer Center» dels Estats Units fou creada el 1911 per notables anarquistes, com ara Leonard Abbott, Alexander Berkman, Voltairine de Cleyre, i Emma Goldman. El 1912, el director del centre va ser Will Durant. Hi van fer classes artistes i intel·lectuals com ara els pintors Robert Henri i George Bellows, i conferenciants convidats com Margaret Sanger, Jack London, i Upton Sinclair.
Convindria recordar, doncs, el missatge gravat en el peu del monument de Brussel·les on diu: «L'educació racionalista pot i ha de discutir-ho tot, situant prèviament als nens per sobre de la via àmplia i directa de la investigació personal».
A més, és l'introductor de l'Escola Nova a Catalunya, i es va situar l'avantguarda dels moviments de renovació pedagògica. Aquest esperit d'excel·lència educativa el veiem reflectit en Ferrer i Guàrdia i en pedagogs com Pau Vila i Dinarès (1881 - 1980), Rosa Sensat (1873-1961), Joan Bardina (1877-1950), Alexandre Galí (1886-1969) i Anna Rubiés (1881-1963), entre d'altres.
Ferrer i Guàrdia va tenir una carrera professional ben curta com a pedagog i docent, però el seu model pedagògic, compromès amb un ideal d'emancipació dels éssers humans, s'implementà per tota la península i arribà a diversos països d'arreu del món: Portugal, Itàlia, Bèlgica, Suïssa, Ucraïna, els Estats Units, Mèxic, l'Uruguai, l'Argentina i el Brasil.
L'ocultació de l'Escola Moderna de Francesc Ferrer i Guàrdia continua sent avui una constatació dels civilitzats fets punibles en la institucionalització simbòlica dels poders pedagògics. En l'actual crisi del sistema educatiu internacional i quan la institució escolar perd legitimitat com a transmissora de sabers, les mirades retrospectives poden orientar-nos cap a horitzons o-tòpics en els quals anhelar noves (re)contextualitzacions crítiques. El model d'educació física adoptat en les escoles racionalistes catalanes de principis del segle xx respon a la identificació d'un model educatiu crític, social —no institucional—, universal i no-bel·ligerant, que avui serveix de mirall per revisar i reflexionar al voltant de les possibilitats d'una educació física crítica.

## El lliurepensament de Ferrer i Guàrdia
El lliurepensament és una actitud filosòfica d'afirmació de la capacitat de l'ésser humà de no trobar-se subjectat a cap autoritat dogmàtica, sigui de la naturalesa que sigui, i d'emprar l'anàlisi racional i crítica davant de tota proposició que empri argumentació d'autoritat. En altres paraules, el lliurepensament és la doctrina basada en la independència individual de la raó.
Aquesta actitud es troba llargament lligada a concepcions oposades que qüestionen la naturalesa de les religions, tals com l'ateisme, l'agnosticisme o el racionalisme. Igualment, la idea es troba relacionada amb l'escepticisme i l'humanisme i en l'essència de la francmaçoneria i l'anarquisme contemporanis.
L'obra de referència per conèixer el lliure pensament espanyol és el llibre Masonería y librepensamiento en la España de la Restauración que Pedro Álvarez Lázaro publicà l'any 1985. En la seva introducció l'autor afirmava: «las palabras libre-pensamiento han sido interpretadas de muchas maneras» i que «su interpretación ha dado lugar a exégesis muy diferentes».
Ferrer i Guàrdia mostra el seu lliurepensament amb la política utilitzada a la seva Escola Moderna, que va suposar un atac frontal als valors tradicionals de l'època, avenços en el camp de la teoria i la pràctica pedagògica i un gran impacte polític.
El seu lliure pensament es basava en els principis que va implantar en l'Escola Moderna, que es veien reflectits en: 
- L'abolició de premis i càstigs.
- La coeducació de sexes.
- Paidocentrisme, activisme.
- La defensa de contactes amb la natura.
- Un lligam entre escola i medi.
- L'aplicació d'avenços tècnics-educacionals.
- L'adscripció al moviment «higienista».

## Cultura popular

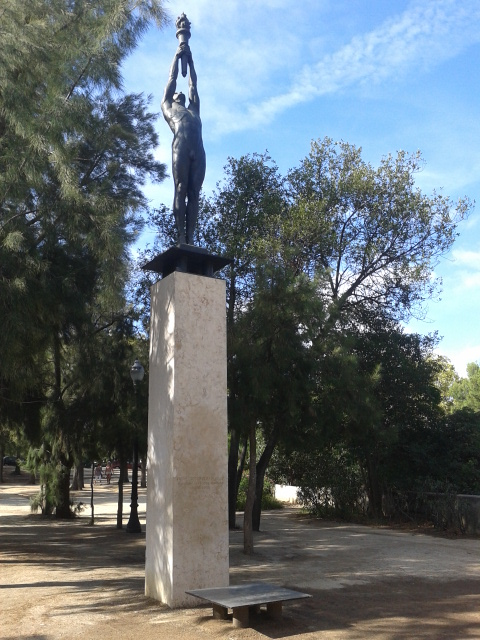
Monument a Ferrer i Guàrdia a Montjuïc

Durant la Guerra Civil espanyola, el Teatre Borràs de Barcelona va portar el seu nom, al costat de l'Aribau Club que, construït pels sindicalistes llibertaris, es va inaugurar amb el nom de Durruti i el desaparegut cinema Vergara, que es va inaugurar amb el nom d'Ascaso, formant l'anomenada trilogia dels «màrtirs» de la causa anarquista, com indica la làpida construïda en el Cementiri de Montjuïc de Barcelona.
A Barcelona hi ha 3 monuments dedicats a Ferrer i Guàrdia. El primer és una estàtua de bronze a l'avinguda de l'Estadi de la muntanya de Montjuïc, prop d'on va ser afusellat, inaugurada el 1990 per l'alcalde Pasqual Maragall i la regidora Maria Aurèlia Capmany, que va redactar la inscripció que figura al peu del monument; l'estàtua és una rèplica exacta de la instal·lada en memòria del pedagog anarquista el 1911 a Brussel·les, a l'Avinguda Franklin Roosevelt, enfront de la Universitat Lliure de Brussel·les, obra de l'arquitecte Adolphe Puissant i de l'escultor Auguste Puttemans. El 2018 l'ajuntament hi va col·locar un panell informatiu al costat del monument. El segon és un relleu que es troba a l'entrada de l’Escola d’Empresarials de Barcelona (Av. Diagonal, 690), donada per l’Associació Germinal i de l’Acadèmia de Belles Arts de Carrara; l’obra està inspirada en un dibuix de l’artista italià Flavio Constantini i es va fer sota la direcció de l'escultor Dominique Stroobant; es va instal·lar el 2001, coincidint amb el centenari de la creació de l’Escola Moderna. La tercera es tracta d'una reproducció en bronze del bust de Ferrer i Guàrdia que va fer l'escultor Josep Cardona i Furró l'any 1902; es va col·locar el 23 d'abril de 2002, en commemoració del centenari de la creació de l'Escola Moderna, al parterre del centre de la plaça d'Anna Gironella, al recinte Mundet del barri de Montbau, davant de la Divisió de Ciències de l'Educació.
A més, diversos emplaçaments públics i institucions culturals i educatives duen el seu nom, com l'Institut d'Educació Secundària Francesc Ferrer i Guàrdia de Sant Joan Despí.

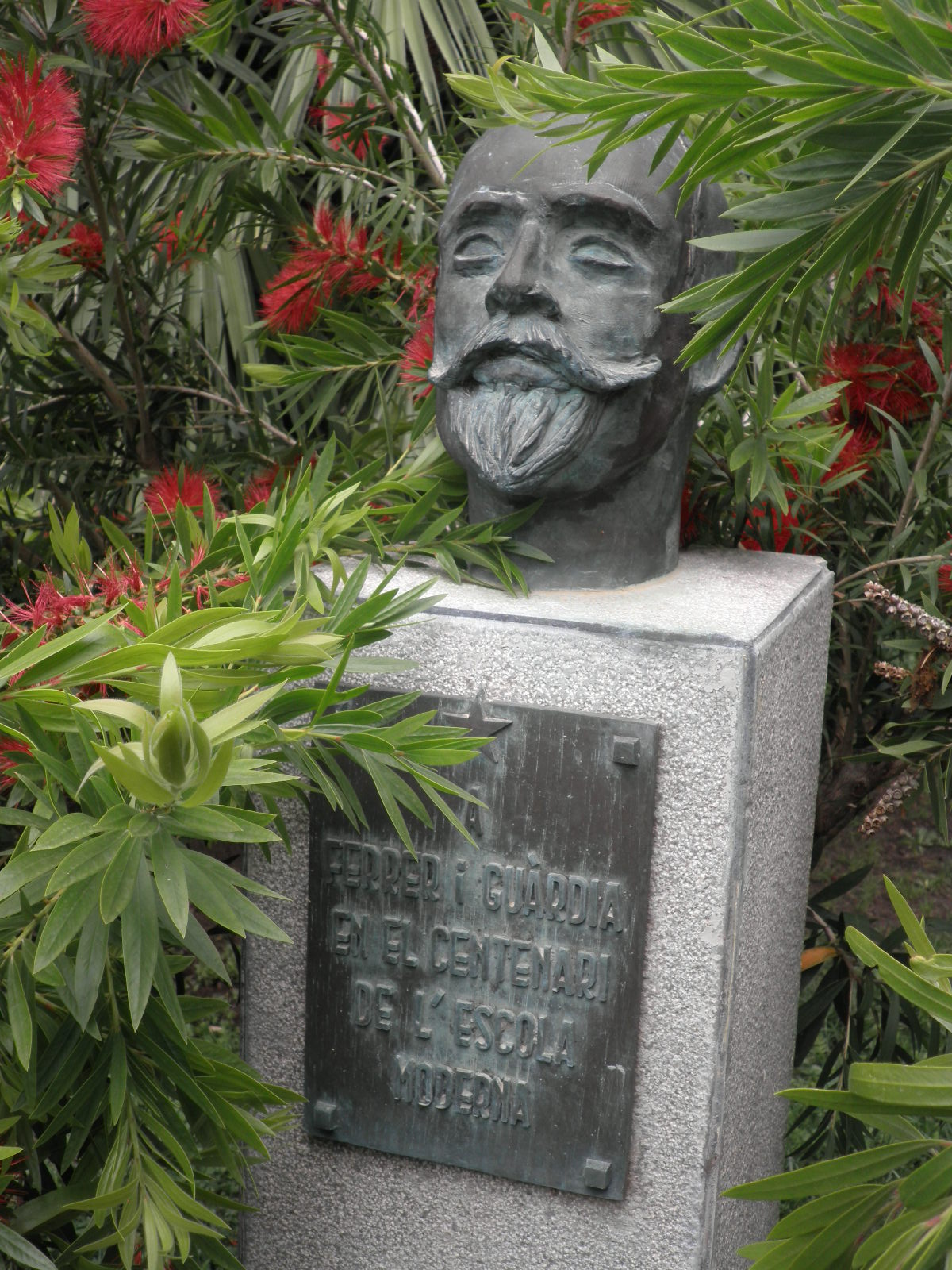
Monument a Ferrer i Guàrdia a Mundet

El 31 de març de 2011, el Ple de l'Ajuntament d'Alella, va aprovar la concessió del títol de fill predilecte del municipi, per la seva rellevància històrica, la transcendència i vigència de la seva contribució a la pedagogia, la seva aportació a la divulgació del coneixement i la seva condició d'alellenc més universal.
«La revolució pedagògica de Ferrer i Guàrdia» és una exposició, que obre les portes en el Castell de Montjuïc, a Barcelona, on per primera vegada, els objectes personals de Ferrer i Guàrdia veuen la llum: llibretes manuscrites amb anotacions i poemes, pensaments escrits des de la presó i, fins i tot, la seva agenda de contactes. «La revolució pedagògica de Ferrer i Guàrdia» està centrada en la figura de Francesc Ferrer i Guàrdia i posa en relleu el seu paper en la renovació pedagògica a Catalunya i arreu del món, amb la creació de l'Escola Moderna. L'exposició tracta els referents, objectius, principis, repercussió i abast de la seva gran obra: l'Escola Moderna, el model pedagògic de la qual va significar una autèntica revolució pedagògica en un context social convuls i amb un sistema educatiu precari.
L'exposició «La revolució pedagògica de Ferrer i Guàrdia» compta amb la col·laboració especial de la Fundació Ferrer i Guàrdia.